# Mauro Agostini
Pour les articles homonymes, voir Agostini.
Mauro Andrés Agostini (né le 18 octobre 1989 à Rafaela) est un coureur cycliste argentin, qui participe à des compétitions sur route et sur piste. 

## Palmarès sur route

### Par année
- 2005
  -  Champion d'Argentine du contre-la-montre cadets
- 2007
  - 2e du championnat d'Argentine du contre-la-montre juniors
- 2010
  - 1re étape du Gran Premio Ruta de Misiones
  - Doble San Carlos
  - 3e du championnat d'Argentine du contre-la-montre espoirs
- 2012
  - 2e des 500 Millas del Norte
- 2013
  - Gran Premio Nuestra Señora de Valverde
- 2014
  - 2e de la Doble Bragado
- 2015
  - Vuelta al Centro de Buenos Aires :
    - Classement général
    - 3e étape
- 2017
  - 5eb étape de la Doble Bragado (contre-la-montre par équipes)

### Classements mondiaux
| Année            | 2010 |
| ---------------- | ---- |
| UCI America Tour | 365e |

## Palmarès sur piste

### Championnats du monde
- Saint-Quentin-en-Yvelines 2015
  - 13e de la poursuite par équipes

### Coupe du monde
- 2013-2014
  - 2e de la poursuite à Guadalajara

### Championnats panaméricains
- Mar del Plata 2012
  -  Médaillé d'argent de la poursuite individuelle[2].
  -  Médaillé de bronze de la poursuite par équipes[3].
- Mexico 2013
  -  Médaillé d'argent de la poursuite individuelle.
- Aguascalientes 2014
  -  Médaillé d'argent de la poursuite individuelle.
  -  Médaillé d'argent de la poursuite par équipes.
- Santiago 2015
  - Quatrième de la poursuite par équipes (avec Juan Ignacio Curuchet, Mauro Richeze et Adrián Richeze)[4].
  - Septième de la poursuite individuelle[5].
- Aguascalientes 2016
  - Quatrième de la poursuite par équipes (avec Juan Ignacio Curuchet, Sebastián Trillini et Facundo Crisafulli)[6].
  - Cinquième de la poursuite individuelle[7].

### Jeux panaméricains
- Toronto 2015
  -  Médaillé d'argent de la poursuite par équipes

### Jeux sud-américains
- Santiago 2014
  -  Médaillé d'argent de la poursuite par équipes

### Championnats nationaux
- 2014
  - 2e du championnat d'Argentine de poursuite